# Symmachia eraste
Espèce
Symmachia eraste est un insecte lépidoptère appartenant à la famille  des Riodinidae et au genre Symmachia.

## Taxonomie
Symmachia eraste a été décrit par Bates en 1868 sous le nom de Cricosoma eraste.

## Description
Symmachia eraste est un papillon jaune orangé  ornementé de marron avec une frange marron une ligne submarginale marron puis des lignes de marques marron qui sont parallèles à la ligne submarginale.
Le revers présente la même ornementation sur un fond plus jaune.

## Écologie et distribution
Symmachia eraste est présent au Brésil.

### Protection
Pas de statut de protection particulier.